# Qualificazioni al campionato mondiale femminile di calcio 2015 - UEFA - Fase a gironi, gruppo 4
Il gruppo 4 della sezione UEFA della qualificazioni al campionato mondiale femminile di calcio 2015 è composto da sei squadre: Bosnia ed Erzegovina, Fær Øer, Irlanda del Nord, Polonia, Scozia e Svezia.

## Classifica finale
| Pos | Squadra              | Pt | G  | V  | N | P | GF | GS | DR  |
| --- | -------------------- | -- | -- | -- | - | - | -- | -- | --- |
| 1.  | Svezia               | 30 | 10 | 10 | 0 | 0 | 32 | 1  | +31 |
| 2.  | Scozia               | 24 | 10 | 8  | 0 | 2 | 37 | 8  | +29 |
| 3.  | Polonia              | 16 | 10 | 5  | 1 | 4 | 20 | 14 | +6  |
| 4.  | Bosnia ed Erzegovina | 9  | 10 | 2  | 3 | 5 | 7  | 19 | -12 |
| 5.  | Irlanda del Nord     | 5  | 10 | 1  | 2 | 7 | 3  | 19 | -16 |
| 6.  | Fær Øer              | 2  | 10 | 0  | 2 | 8 | 3  | 41 | -38 |

## Risultati
| Arbitro: | Kateryna Monzul' |

|                       |           |  |
| Seger 52’ Schelin 66’ | Marcatori |  |

| Arbitro: | Sandra Bastos |

|                 |           |                                                                        |
| Sevdal 82’, 83’ | Marcatori | 7’ Corsie 14’ Evans 20’, 29’ L. Ross 21’ J. Ross 62’ Lappin 75’ Malone |

| Arbitro: | Petra Chudá |

|                                                               |           |  |
| Wiśniewska 2’, 27’ Balcerzak 11’ Winczo 31’, 77’ Pożerska 89’ | Marcatori |  |

| Arbitro: | Dilan Deniz Gökçek |

|                                                                                 |           |  |
| Evans 8’ L. Ross 13’ Little 36’ Corsie 48’ J. Ross 55’ Beattie 65’ Lappin 90+1’ | Marcatori |  |

| Arbitro: | Olga Zadinová |

|  |           |                    |
|  | Marcatori | 34’ (rig.) Schelin |

| Arbitro: | Cristina Dorcioman |

|                        |           |  |
| J. Ross 3’ Beattie 78’ | Marcatori |  |

| Lurgan 30 ottobre 2013, ore 20:30 | Irlanda del Nord | 0 – 0 referto | Bosnia ed Erzegovina | Mourneview Park (410 spett.)\| Arbitro: \| Monica Larsen \| |
| Arbitro:                          | Monica Larsen    |               |                      |                                                             |

| Arbitro: | Carina Vitulano |

|  |           |                                |
|  | Marcatori | 23’, 42’, 46’ J. Ross 65’ Love |

| Arbitro: | Mihaela Gurdon Basimamović |

|                                                               |           |  |
| Schelin 12’ (rig.), 30’ Ilestedt 14’ Asllani 18’ Hjohlman 59’ | Marcatori |  |

| Arbitro: | Jana Adámková |

|  |           |                                  |
|  | Marcatori | 5’, 29’ (rig.) Pożerska 88’ Szaj |

| Arbitro: | Zuzana Kováčová |

|                        |           |  |
| Evans 53’ Crichton 82’ | Marcatori |  |

| Arbitro: | Simona Ghisletta |

|               |           |                  |
| Klakstein 79’ | Marcatori | 24’ Hasanbegović |

| Arbitro: | Gyöngyi Gaál |

|  |           |                                                     |
|  | Marcatori | 8’ (rig.) Asllani 18’ Schelin 84’ Lundh 87’ Nilsson |

| Arbitro: | Stéphanie Frappart |

|              |           |                       |
| M. Kuliš 19’ | Marcatori | 62’, 74’, 86’ J. Ross |

| Tórshavn 10 aprile 2014, ore 20:00 | Fær Øer            | 0 – 0 referto | Irlanda del Nord | Tórsvøllur (226 spett.)\| Arbitro: \| Gordana Kuzmanović \| |
| Arbitro:                           | Gordana Kuzmanović |               |                  |                                                             |

| Arbitro: | Floarea Ionescu |

|  |           |                                            |
|  | Marcatori | 13’ Siwińska 35’ (rig.) Pakulska 90’ Pajor |

| Arbitro: | Anastasia Pustovoitova |

|                                   |           |  |
| Sjögran 12’ Seger 28’ Nilsson 74’ | Marcatori |  |

| Arbitro: | Marija Kurtes |

|              |           |  |
| L. Kuliš 81’ | Marcatori |  |

| Arbitro: | Bibiana Steinhaus |

|                   |           |                            |
| Little 19’ (rig.) | Marcatori | 13’ Seger 27’, 52’ Asllani |

| Arbitro: | Rhona Daly |

|                   |           |           |
| Mika 45+3’ (aut.) | Marcatori | 63’ Pajor |

| Arbitro: | Sofia Karagiorgi |

|  |           |                                                  |
|  | Marcatori | 11’ Seger 19’ Schough 35’, 50’ Schelin 84’ Lundh |

| Arbitro: | Olga Zadinová |

|  |           |                        |
|  | Marcatori | Little 44’ J. Ross 77’ |

| Arbitro: | Tania Fernandes Morais |

|                        |           |  |
| Nikolić 46’ Spahić 66’ | Marcatori |  |

| Arbitro: | Stéphanie Frappart |

|  |           |                                          |
|  | Marcatori | Schelin 8’, 71’ Asllani 56’ Sembrant 89’ |

| Arbitro: | Zuzana Kováčová |

|                               |           |  |
| Nilsson 5’ Schelin 45+2’, 73’ | Marcatori |  |

| Arbitro: | Sharon Sluyts |

|                                         |           |  |
| Sikora 33’ Pajor 36’, 68’ Balcerzak 41’ | Marcatori |  |

| Arbitro: | Séverine Zinck |

|                                                                                     |           |  |
| Little 6’ Weir 10’ J. Ross 11’, 46’, 52’ Corsie 57’, 70’ Crichton 59’ Beattie 90+2’ | Marcatori |  |

| Arbitro: | Teodora Albon |

|                        |           |  |
| Sjögran 7’ Schelin 76’ | Marcatori |  |

| Arbitro: | Amy Rayner |

|                                           |           |           |
| Pakulska 19’ (rig.) Pajor 29’ Kamczyk 33’ | Marcatori | 42’ Ahmić |

| Arbitro: | Lilach Asulin |

|                                               |           |  |
| Furness 21’ (rig.), 90+1’ Jacobsen 52’ (aut.) | Marcatori |  |

## Statistiche

### Classifica marcatrici
13 reti
- Jane Ross

12 reti
- Lotta Schelin (2 rig.)

6 reti
- Kosovare Asllani (1 rig.)

5 reti
- Ewa Pajor

4 reti
- Rachel Corsie

- Kim Little (1 rig.)

- Lina Nilsson

3 reti
- Patrycja Pożerska (1 rig.)
- Jennifer Beattie

- Lisa Evans
- Leanne Ross

- Emma Lundh
- Caroline Seger

2 reti
- Heidi Sevdal
- Rachel Furness (1 rig.)
- Patrycja Balcerzak

- Natalia Pakulska (2 rig.)
- Agnieszka Winczo
- Patrycja Wiśniewska

- Leanne Crichton
- Suzanne Lappin

1 rete
- Eldina Ahmić
- Melisa Hasanbegović
- Lidija Kuliš
- Monika Kuliš
- Milena Nikolić
- Alisa Spahić
- Eyðvør Klakstein

- Natalia Pakulska
- Aleksandra Sikora
- Jolanta Siwińska
- Magdalena Szaj
- Joanne Love
- Suzanne Malone
- Caroline Weir

- Jenny Hjohlman
- Amanda Ilestedt
- Olivia Schough
- Caroline Seger
- Linda Sembrant
- Therese Sjögran

1 autorete
- Elsa Jacobsen (a favore dell'Irlanda del Nord)
- Marta Mika (a favore della Bosnia ed Erzegovina)